# Moryń

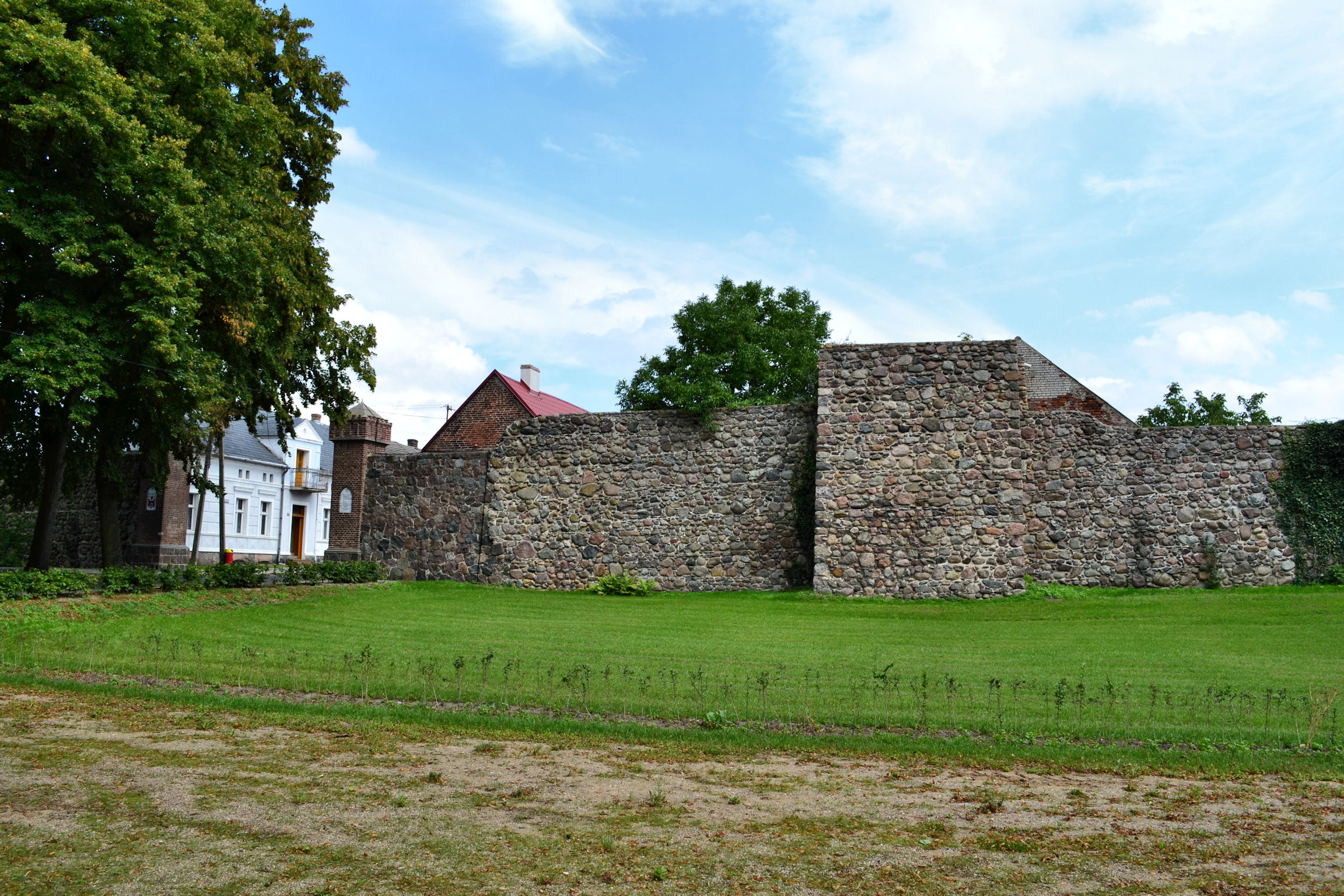
Den medeltida stadsmuren.

Moryń, tyska Mohrin, är en småstad i västra Polen, belägen i distriktet Powiat gryfiński i Västpommerns vojvodskap. Staden har 1 606 invånare inom tätorten (år 2014) och är centralort för en stads- och landskommun med 4 365 invånare.

## Geografi
Staden ligger i det historiska landskapet Neumark i nuvarande västra Polen, vid Jezioro Morzycko (Moryńsjön) och floden Słubia, en liten biflod till Oder.

## Historia
Staden grundades under Ostsiedlung-perioden på 1200-talet. Under större delen av sin historia tillhörde staden markgrevskapet Brandenburg, Preussen och Tyskland, fram till att gränsen drogs om 1945.
På västra sidan av Moryńsjön fanns under tidig medeltid en befästning som den bayersk-brandenburgske kurfursten Otto V av Bayern omkring 1365 ersatte med en borg, Stolzenburg. Redan 1399 omnämns borgen som en ruin. 
Orten Mohrin grundades troligen i mitten av 1200-talet av riddaren Otto von Barmenstede. År 1306 omnämns den för första gången som stad i bevarade källor. Staden omgärdades med en stadsmur med tre portar. Mellan 1402 och 1452 tillhörde staden Tyska orden. Under denna period brann staden flera gånger och förstördes 1433 av hussiterna. Staden fick aldrig någon större betydelse som handelsstad till följd av läget avsides från de stora handelsvägarna, och under 1400-talet förlorade staden sitt oberoende och blev underställd lokala länsherrar. Fram till 1800-talet var de viktigaste näringarna jordbruk, skomakeri och linnevävnad.
Staden anslöts 1892 till den regionala järnvägslinjen från Berlin över Oder till Königsberg in der Neumark. Turism fick ökad betydelse under 1900-talet. Fram till 1945 tillhörde Mohrin Landkreis Königsberg Nm. i Regierungsbezirk Frankfurt i provinsen Brandenburg.
Större delen av stadens befolkning flydde undan Röda armén i slutfasen på andra världskriget 1945, och endast omkring 100 invånare återstod i staden vid de sovjetiska truppernas intåg. Den återstående tysktalande delen av befolkningen tvångsförflyttades. Staden återbefolkades därefter under decennierna efter kriget med flyktingar från områdena öster om Curzonlinjen, och befolkningen är idag huvudsakligen polsktalande. Sedan krigsslutet bär staden officiellt det polska namnet Moryń.